# Nomina Anatomica
Nomina Anatomica (NA)は1998年Terminologia Anatomicaに取って代わられるまで1955年から人体解剖学用語の国際標準であった。 19世紀後半まで人体の各部分に対する5万個の用語が使用されていた。 しかし同じ部位に対し各国各解剖学教室毎に異なる名前が使用されていた（シノニム）。 ラテン語とギリシャ語に対する各地域の言語別の訳語と異なる部位に対する同一の用語（ホモニム）は、効果的な国際的意思疎通を妨げた。 解剖学用語に対する不一致と混乱が解剖学者の間にあった。 かような問題を解決する為にNomina Anatomicaは作成された。